# Зорігтин Болортунгалаг
Зорігтин Болортунгалаг (монг. Зоригтын Болортунгалаг; нар. 6 травня 1992) — монгольська борчиня вільного стилю, чемпіонка та триразова бронзова призерка чемпіонатів Азії.

## Спортивні результати на міжнародних змаганнях

### Виступи на Чемпіонатах Азії
| Змагання                       | Збірна   | Вагова категорія          | Місце  |
| ------------------------------ | -------- | ------------------------- | ------ |
| Чемпіонат Азії з боротьби 2016 | Монголія | жіноча боротьба, до 69 кг | Бронза |
| Чемпіонат Азії з боротьби 2019 | Монголія | жіноча боротьба, до 65 кг | Бронза |
| Чемпіонат Азії з боротьби 2020 | Монголія | жіноча боротьба, до 65 кг | Бронза |
| Чемпіонат Азії з боротьби 2021 | Монголія | жіноча боротьба, до 65 кг | Золото |

### Виступи на інших змаганнях
| Змагання                                               | Збірна   | Вагова категорія          | Місце  |
| ------------------------------------------------------ | -------- | ------------------------- | ------ |
| Відкритий кубок Монголії з боротьби 2018               | Монголія | жіноча боротьба, до 65 кг | Срібло |
| Гран-прі «Іван Яригін» 2019                            | Монголія | жіноча боротьба, до 65 кг | Бронза |
| Кубок Президента Бурятської Республіки з боротьби 2019 | Монголія | жіноча боротьба, до 62 кг | 7      |
| Гран-прі «Іван Яригін» 2020                            | Монголія | жіноча боротьба, до 65 кг | 7      |